# Achatocarpus praecox
Achatocarpus praecox là một loài thực vật có hoa trong họ Achatocarpaceae. Loài này được Griseb. mô tả khoa học đầu tiên năm 1879.